# DSA-472
La DSA-472 es una carretera perteneciente a la Red Secundaria de la Diputación Provincial de Salamanca que une las localidades de Aldea del Obispo y La Bouza.

## Origen y Destino
La carretera  DSA-472  tiene su origen en Aldea del Obispo en la intersección con la carretera  DSA-470 , y termina en el casco urbano de La Bouza formando parte de la Red de carreteras de Salamanca.